# XIII Triennale di Milano
La Tredicesima Triennale di Milano si tenne nel 1964, al Palazzo dell'arte. Il tema centrale, scelto per questa edizione, è il tempo libero, visto come uno dei maggiori obiettivi e impegni della società attuale. L'esposizione può essere suddivisa in quattro parti: Sezione introduttiva a carattere internazionale e spazi di collegamento; Sezione italiana; Sezioni estere; Parco e mostre temporanee.

## Sezione introduttiva e spazi di collegamento
Sezione introduttiva a carattere internazionale
Comitato internazionale: arch. Carl Audock (Austria), arch. Bernardi(Jugoslavia), prof. Misha Black (Gran Bretagna), arch. Jonas Cedercreutz(Finlandia), arch. René Herbst(Francia), arch. Alfred Roth(Svizzera), signora Mia Seeger(Germania)
Allestimento: arch. Peppo Brivio, arch. tti Vittorio Gregotti, Lodovico Meneghetti, Giotto Stoppino. Grafica: Massimo Vigenlli.
In questo primo allestimento il visitatore è chiamato ad un primo approccio con il tema centrale dell'esposizione, che viene sinteticamente affrontato in tutti i suoi aspetti: filosofici, storici, economici, organizzativi e sociali.
Spazi di collegamento
Gli spazi di collegamento fra le varie sezioni, curati dall'Italia, presentano degli oggetti emblema dei temi e delle problematiche trattate di volta in volta negli allestimenti.

## Italia
Allestimento: Archetti. Gae Aulenti, Carlo Aymonino, Steno Paciello, Ezio Bonfanti, Jacopo Gardella, Cesare Macchi Cassia
La sezione italiana tratta il tema del tempo libero in relazione ai problemi dell'acqua, attraverso un excursus delle diverse civiltà e una ricerca sulle possibili soluzioni ai problemi ambientali connessi a fiumi, laghi e mari.
La sezione italiana si suddivide in tre parti: l'equilibrio per pochi; l'equilibrio perduto; l'equilibrio da ritrovare.

### Equilibrio per pochi
Primo settore: rapporto armonico tra uomo e natura nel passato.
La rappresentazione di questo rapporto tra l'uomo e l'acqua è affidata a un percorso costituito da due corridoi a sezione circolare separati da un ambiente. Al centro di questo una struttura appare simile a una gigantesca goccia: una cupola bianca ornata da riflessi d'acqua.
La mancata concretizzazione in immagini di questo passato vuole esprimere come quella sorta di equilibrio -realizzato in presenza di una concezione di tempo libero incommensurabile con l'attuale - non possa essere ricreabile oggi, e come risolutezza già insufficiente quando, agli inizi della rivoluzione industriale, il problema del tempo libero cominciò a proporsi come problema sociale e non più in termini di particolarismo. L'aspetto sonoro dell'allestimento è caratterizzato dalla sovrapposizione di canzoni romanzesche.

### Equilibrio perduto
Secondo settore: Il tempo delle vacanze.
Nel passaggio dal primo al secondo settore si è cercata un'evidenziazione della rottura con il passato in seguito alla massificazione dei bisogni relativi al tempo libero. Si è scelta come introduzione ai problemi del presente il tema dei trasporti e si è data la preferenza al mezzo privato, non solo perché rappresenta al meglio l'evoluzione socio-economica, ma anche perché esprime immediatamente ogni eventuale distorsione d'uso.
Il settore è illuminato da lampade al sodio e dai fari intermittenti dell'auto, in contrasto con la luce verde-acqua del settore precedente: su due rampe formate da ponteggi a forma tubolare si concentra un gran numero di vetture, immobili, monotone. A tutt'altezza, sopra ai tetti delle automobili si eleva un muro di bagagli.
Terzo settore: l'arrivo al mare.
Nonostante l'accento negativo che si era voluto dare nel settore precedente alla faticosa conquista del tempo libero per l'uomo d'oggi, l'arrivo al mare viene considerato un momento di gioia, un'esplosione di vitalità. Verso il mare il visitatore scende accompagnato dalla dinamica prospettiva delle possenti figure di donna, su una spiaggia che si dilata all'infinito, immerso in una luce calda ed abbagliante, verso grandi e lente onde adagiate su rulli ruotanti.
Quarto settore: le offerte della civiltà dei consumi.
L'accento è qui posto sull'abbondanza, sull'utilità (o futilità) di tutto quell'enorme complesso di prodotti tanto artigianali quanto industriali, che accompagnano e solleticano in ogni momento il fruitore del tempo libero. In tutto il settore l'accento è posto non tanto sull'oggetto singolo, considerato in sé, nelle sue qualità estetiche e tecniche; quanto nella enfatizzata ripetizione di tanti oggetti simili, tutti prodotti in serie, tutti pronti ad appagare le colossali richieste di un mercato sempre più vasto e sempre più avido.
Quinto settore: la trasformazione del paesaggio.
Il settore rappresenta una documentazione sull'errata utilizzazione delle risorse naturali lungo le coste italiane. Il problema del risolvimento settoriale della situazione, che conduce, in mancanza di una politica di pianificazione di tali risorse, ed un giudizio negativo anche nei casi risolti con maggior impegno, è affrontato con lo spirito e con i mezzi consoni allo svolgimento generale del tema. Sulle fasce che si dipanano variamente nell'unico volume da esso stesso creato si trovano alcuni campioni rappresentativi dei vari modi di sfruttamento dei paesaggi costieri italiani, ed è evidenziata la presa di coscienza della situazione da parte dell'opinione pubblica. Le fasce complicano il loro movimento giungendo a formare sul fondo, di fronte a chi percorre la sala, un'unica immagine. In essa la presentazione di uno spazio circondato da edifici fatiscenti e occupato da pupazzi, vuole rappresentare la futura negazione delle possibilità di scelta nell'utilizzazione del tempo libero sulle coste italiane. Alla possibile, anzi certa, futura degradazione delle coste italiane urbanizzate settorialmente (con risultati nel complesso totalmente negativi e di livellamento verso il basso delle risorse locali), i poche esempi di interventi positivi – e qui ci si rivolge allo spettatore qualificato- non possono fornire una valida alternativa.

### Equilibrio da ritrovare
Sesto settore: un'indicazione per il futuro.
Il settore vuole ricordare la necessità di un ritrovamento dell'equilibrio tra la natura e l'uomo. Vi è un'analogia formale (spazio emisferico) fra questo e il primo settore. Ma in parallelo con il salto di scale riconoscibile fra un problema particolaristico ed uno di massa, avviene una trasformazione nel trattamento della cupola, nella quale è ora riconoscibile un'intonazione razionale. Il discorso generale sviluppato attraverso tutta la sezione italiana giunge qui a conclusione. Da una situazione di equilibrio più facilmente raggiunta nel passato, si passa ai problemi posti dalla massificazione dei bisogni. Aspetti negativi, desideri positivi e possibilità racchiusi in questa massificazione sono stati illustrati via via. Il settore della documentazione urbanistica ha realisticamente dimostrato la carente situazione attuale. Con alcuni slogan che non vogliono essere in nessun modo demagogici, si denuncia la necessità di una pianificazione su scala nazionale come unico strumento atto a fornire la risoluzione nazionale come un unico strumento atto a fornire la risoluzione del problema: risorse naturali, equilibrio necessario da recuperare per un'utilizzazione razionale del tempo libero sulle coste italiane.

## Sezioni estere
I paesi che hanno aderito all'iniziativa, analizzando il tema secondo le problematiche e gli aspetti caratteristici ed inediti della propria nazione, sono: Austria; Belgio; Brasile; Canada; Finlandia; Francia; Germania; Jugoslavia; Messico; Paesi Bassi; Stati Uniti d'America; Svizzera; Gran Bretagna.

### Austria
Commissario: Franz Josef Haslinger
Allestimento: architetto e ingegnere Fritz Goffitzer
La sezione austriaca è stata organizzata dalla Camera di Commercio in collaborazione col Ministero Federale del Commercio, il Ministero Federale della Pubblica Istruzione, e il comune di Vienna. Il “tempo libero” è un tema attuale, molteplice e attraente: difficile quanto affascinante. Esso è stato sviluppato dall'Austria in modo tale che esprimesse al meglio il pensiero originale e tipico della nazione, secondo cui l'individuo è padrone di dar forma al suo tempo libero seguendo le proprie inclinazioni naturali, ed in questa libertà, contrario ad ogni costrizione, vede nel tempo libero un reale impegno creativo.
La struttura della mostra si basa su un concetto che illustra i due poli estremi della mentalità austriaca: quello oggettivo, concentrato sulla vita quotidiana, e quello artistico. Il primo si riflette in una scala che, in un'atmosfera spiccatamente oggettiva, mette in rilievo il materiale, la forma e le macchine della vita quotidiana; il secondo, quello artistico, viene presentato in una sala più intima dedicata alla fantasia, al sentimento e alle diverse attività artistiche.
La scelta dei singoli oggetti esposti vuole sottolineare l'aspetto di una Mostra economica: la forma degli oggetti d'uso esprime la mentalità, le abitudini, la concezione di vita e gli obiettivi di un paese più di quanto non possano farlo altri mezzi. Lo sviluppo dell'economia moderna industriale è riuscito anche nel quadro della Tredicesima Triennale a trasformare la fabbricazione dell'oggetto singolo artigianale in una produzione di prodotti in serie, e il dar forma agli oggetti ha assunto un suo compito preciso. Gli austriaci erano convinti che il valore dei singoli oggetti d'arte non venisse diminuito dal fatto che tali oggetti venissero messi a confronto con prodotti industriali, ma al contrario che il loro valore venisse accresciuto. Specialmente oggi, nell'era dei consumi di massa, è di importanza decisiva la forma degli oggetti che l'uomo utilizza per trascorrere il suo tempo libero. Conoscendo tale responsabilità dobbiamo considerare la conservazione della creatività nel dar forma alle cose come una vera produzione culturale che l'economia è in grado di realizzare coerentemente ai suoi compiti.

#### Allestimento
Il raggiungimento del pieno accordo tra i problemi legati agli spazi e alla tecnica d'esposizione è sempre stato compito fondamentale della Triennale, da cui sono spesso emersi input verso nuovi indirizzi e stili. Proprio per sottolineare questa meta, nella preparazione del padiglione austriaco, si tentò di costruire sia ambienti sia proporzioni che da esso risultano, secondo un sistema di divisione armonica, addirittura musicale.
La superficie messa a disposizione per l'Austria doveva essere divisa sempre con armonia seguendo il concetto fondamentale, ma bisognava tener conto di una fila di colonne di cemento armato. La disposizione dei diversi vani porta al desiderato afflusso dei visitatori. I due ambienti più ampi sono collegati attraverso un vano più piccolo quasi neutrale. Il visitatore entra prima di tutto nel “vano di alluminio”; tale vano, di forma rettangolare e con gli angoli arrotondati, ha le pareti ricoperte di lamine di alluminio che raggiungono l'altezza di 4,20 m. Dopo un lungo lavoro di preparazione fu possibile trasformare queste enormi piastre d'alluminio in adattabili lastre di rivestimento.
Il pavimento è ricoperto da uno strato di gomma in tinta unita, il cui colore è in piena armonia col rivestimento in alluminio delle pareti. L'unica colonna di cemento armato visibile è ricoperta da un rivestimento in ceramica smaltata color madreperla. Gli oggetti sono esposti su dischi rotondi, montati su un piede di metallo, sui quali si trova all'altezza dell'occhio una lampada, anch'essa a forma di disco. Tale illuminazione serve a mettere in risalto gli oggetti esposti e a dare all'ambiente nuovi effetti di luce, creando suggestivi effetti di chiaroscuro. Il soffitto è ricoperto da strisce di vetro.
Dal vano dedicato all'alluminio si entra nella “saletta di collegamento”: bassa e oscura, offre il contrasto desiderato con la sala precedente e nello stesso tempo prepara il passaggio al secondo vano. Pareti e soffitto sono in nero opaco. Il pavimento è ricoperto da un tappeto di velours blu scuro. Alle pareti sono appesi medaglioni di ceramica smaltata, che vengono illuminati da riflettori nascosti nel soffitto.
La “sala rotonda”: le pareti di tale vano, coi suoi diciannove angoli, sono state sfoggiate con eleganza pittorica. Le vetrine per gli oggetti sono state costruite nelle pareti stesse, per essere in armonia con l'ambiente. Il ritmo di tale disposizione rende ancora più marcato il contrasto dell'ambiente coi prodotti visti nel vano dedicato all'alluminio. Qui la scelta degli oggetti trova piena armonia col concetto musicale di tale vano. Nel mezzo domina un quartetto di sedie di legno e leggii in plexiglas, situati su un basso podio rotondo coperto da un tappeto di lana color naturale. L'illuminazione centrale è data da un lampadario le cui singole parti di vetro soffiato sono a forma di goccia.

### Belgio
Commissario: Joseph Hamels
Allestimento e ordinamento: arch. Jean Faes

#### Allestimento
Entrando nella sezione belga si diventa attori per coloro che hanno già superato questo allestimento e osservano dall'esterno. A lato si vedono delle poltrone rappresentanti la platea e, dalla parte opposta, una passerella di servizio permette la manovra delle luci e dei fondali. Anche lo spazio successivo è servito dalla passerella di servizio. Qui viene esposto un elemento concreto corredato di sedie e di scenario mobile per piccole sale non professionali.
Il loggiato e ridotto arredati con mobili all'avanguardia smontabili completano il settore dello spettacolo.
L'ambiente per lo spettacolo è reso con l'isolamento dato da teli neri stesi su strutture metalliche che, inoltre, sostengono i piani di diversa altezza.
Tutto ciò ha concorso a creare un ambiente più simile a quello dietro le quinte che a quello della scena vera e propria.
L'esposizione si sviluppa su due piani: al piano terra si trovano il palcoscenico, la platea e il ridotto, mentre al piano superiore (raggiungibile attraverso le scale del ridotto) trovano spazio la sala cinematografica, la sala per teatro smontabile e la galleria di comando luci. Il palcoscenico è una porzione di pavimento rialzato attorniato da luci, quinte mobili e fondali ottenuti da stampe fotografiche su tela. La platea, isolata fonicamente dalla moquette marrone sul pavimento, è composta da tre file da quattro poltrone di tipo "Aula". Lo spazio del ridotto, infine, è diviso da due rientranze, create con pannelli, contenenti i mobili Decoplan. I tendaggi in lino sono disegnati e realizzati da De Gryse-Facon. Nel primo vano, a sinistra, sono contenuti un divano a tre posti, due poltroncine, una seggiola, un tavolo un armadio, un tavolino basso, una sedia a bracci da conferenza PH1 e un tappeto.
Nel secondo vano, a destra, 7 pannelli fotografici e 12 didascalici.

### Brasile
Commissario: Landulpho A. Borges da Fonseca
Allestimento: arch.tti Maria Elisa Costa, Sergio Porto, Homero Leite.
“O tempo livree e termos brasileiros pode ter como símbolo a rede e o violão“.
La nostra partecipazione alla Triennale dovrà costare poco a causa delle circostanze; potrà tuttavia risultare attraente e utile per la sua singolarità.
L'ambiente è stato arredato solo da quattordici amache e da qualche chitarra. Questo ambiente potrà essere utile ai visitatori che volessero riposare e, per il suo aspetto insolito, attirerà la curiosità di tutti. I ganci che reggono le amache, aggruppate per quattro, sono retti da un unico sostegno, sospeso a cavi sottili di acciaio tesi orizzontalmente da tiranti in ferro; così i loro appoggi saranno sollevati dal pavimento e questo particolare renderà elegante il dondolio della rete tanto che sembrerà di essere su una gondola. L'ambiente sarà delimitato da pannelli di media altezza definiti da listelli. La modulazione in pianta si baserà su una serie di esagoni intrecciati o di triangoli equilateri giustapposti.
Le due fotografie di zattere con le vele gonfie, riprodotte sui pannelli, provengono dalla stessa regione nella quale si fabbricano le amache. Sono mezzi di lavoro che vanno scomparendo e che potrebbero essere utilizzati nello sport regionale, affinché una tradizione e un'attività siano conservate. Le amache di cotone saranno a due colori con l'orlo bianco; una fotografia di Brasilia (la piazza dos Tres Poderes, la piattaforma stradale, il centro monumentale) sarà esposta a mostrare che la stessa gente che passa il tempo libero nelle amache, quando il tempo stringe, è capace di costruire in tre anni una capitale nel deserto. Nella faccia esterna di due altri pannelli c'è la scritta BRASIL in bianco su sfondo verde e giallo e in alto sarà collocato un cerchio azzurro a ricordare la bandiera di tale Nazione.
Un baldacchino a fasce coronerà il tutto. La scritta RIPOSATEVI a grandi lettere servirà ad invitare i visitatori.

#### Amaca brasiliana
Ancora oggi, nel Brasile del Nord, il “sertanejo”, l'uomo dei campi e dei deserti, quando si muove, porta con sé l'inseparabile amaca, chiamata “ rede de dormir”. È tutto il suo mobilio, al quale non rinuncia mai. L'amaca è parte integrante del suo padrone, lo completa, lo culla, ed è ancora lei a condurlo fino all'ultimo sonno. Anche la gente di mare “Jangadeiros”, pescatori di “boté” e “tresmalho”, è rimasta fedele all'amaca, come in altri tempi gli indios e i mamelucchi, che nascevano e morivano nella rete. Ogni anno più di 650.000 amache vengono fabbricate e vendute nel Nord del Brasile. In maglia, lino o cotone le reti sono talvolta opere raffinate per colore, fattura e rifinitura, bianche, gialle, arancine o rosse, come quelle del Ceará. Nei portali o sotto alberi ombrosi, sostenute dai ganci alle impugnature o agli anelli, le amache si trasformano in letti sospesi, pratici, comodi e puliti. Negli stati del centro-sud l'amaca è diventata cosa da villeggianti, gradevole appoggio per la siesta, sulle verande delle ville o nei giardini delle fattorie. Ma la “vecchia madre” come era chiamata nei tempi passati, continua ad essere il letto dei poverissimi, anche se nelle stazioni balneari e nel riposo è come una pausa.

#### Allestimento ed esposizione
Su pareti bianche si alternano pannelli fotografici. Nell'ambiente sono collocate quattordici amache a colori diversi sostenute da ganci ancorati a sottili tiranti in acciaio. La stuoia di cocco è fissata al pavimento per tutta la sua ampiezza.
I soggetti delle fotografie sono:
Palme e barca;
Brasilia nel 1957;
Brasilia nel 1961;
Palmizi e barche;
Jangade sulla spiaggia (quattro foto);
Jangadeiro a riposo su amaca primordiale;
Jangada con vela in prossimità della risacca;
Jangada formata da sei tronchi di albero (quattro foto).
Al centro:
Due chitarre prodotte da Tranquillo Giannini di san Paolo.
Quattordici amache dette “RedesPhilomeno”
Produzione: S.A. Philomeno, Fortaleza

### Canada
Commissario: Patrick Reid
Allestimento: arch. Jacques Saint Cyr
In un paese che ha scenari naturali sempre diversi e la cui superficie di acqua dolce è più della metà di quella contenuta nel resto del mondo, sono molte le opportunità per poter svolgere attività nel tempo libero.
Ogni stagione dà spazio a diverse attività extra-lavorative, che richiedono pertanto differenti tipi di equipaggiamento. All'interno della mostra canadese sono stati esposti quattro prodotti progettati e fabbricati per l'uso ricreativo nelle quattro stagioni. Daron, il primo di questi, è una moderna canoa, fabbricata con un materiale nuovissimo in grado di migliorare le prestazioni di un oggetto le cui dimensioni, studiate secoli fa dagli indiani del Canada, sembravano ormai passibili di perfezionamento. Il secondo oggetto si chiama Penguin, un veloce anfibio che permette a cacciatori e pescatori di penetrare nella vegetazione fitta, dove un normale veicolo non riuscirebbe a passare; esso è utilizzabile sia a terra che nell'acqua. Il terzo progetto consiste in una roulotte leggera ed economica, Silver Liner, che abbina praticità e leggerezza per gli amanti del campeggio. Infine, per quanto riguarda la stagione invernale, Ski-Doo è un veicolo a pattini in grado di circolare in sicurezza attraverso la campagna nevosa; esso è utilizzato per attività ricreative nelle giornate di sole invernali e grazie al suo ottimo funzionamento rende gli sport invernali praticabili da un più ampio numero di persone.

#### Allestimento
L'allestimento si divide in quattro parti, ognuna delle quali accoglie una fotografia opaca a parete, una cassetta con due fotografie trasparenti e le caratteristiche del prodotto. Attorno ad ogni prodotto esposto è stato infatti ricreato il suo ambiente di utilizzo.

### Finlandia
Commissario: H.O. Gummerus
Allestimento: arch.tti Antti e Vuokko Nurmesnimi
La sezione della Finlandia espone un modo di intendere l'uso attivo del tempo libero, sia in estate che inverno. Sono presenti infatti sci, imbarcazioni, attrezzature per l'atletica leggera, un aliante e sgabelli da sauna. L'allestimento, impostato su una grande semplicità, rievoca i ghiacci finlandesi attraverso il pavimento in gomma bianca e il velario bianco a soffitto. All'interno di questo spazio sono stati inseriti cinque volumi semicircolari, ognuno riguardante un particolare argomento con una relativa immagine di fondo: la caccia, il volo a vela, lo sci, il canottaggio, l'atletica leggera e la sauna.

#### Allestimento
1° spazio: La caccia Foresta con alci
Due fucili di precisione cal. 22. Slitta da ghiaccio in plastica: disegno di Yki Nummi. Due fucili da caccia cal. 243. Slitta da ghiaccio con sedile in plastica: disegno di Perttu Mentula. Slittino in compensato curvato: disegno di Aulis Leinonen. Coltelli da caccia con custodia: disegno di Tapio Wirkkala.
2° spazio: Gli sport del cielo Cielo
Modellino di aliante Pik-16-C "Vasama": disegno di Tuomo Tervo.
3° spazio: Gli sport invernali Ghiaccio
Attacchi da sci: disegno di Uuno Hietala e Mikko Vihuri. Sci da fondo in legno.
4° spazio: Gli sport sull'acqua Mare
Due paia di scalmi in plastica per remi: disegno di Olof Backstrom. Barca in plastica "Bambi": disegno di Turun Veneveistamo. Barca "Rowboat" in pino finlandese. Forbici curve per pesce: disegno di Kai Blomqvist. Quattro coltelli per la caccia subacquea: disegno di Olof Backstrom.
5° spazio: Attrezzi per atletica leggeraCanne
Ventiquattro giavellotti di vario peso e lunghezza.
6° spazio: La sauna Rocce sul mare
Foto di una casa per vacanza sul lago e dei relativi particolari di arredamento. Cinque sgabelli per sauna in legno a quattro gambe con sedile in quercia a forma di ferro di cavallo: disegno di Antti Nurmesniemi.

### Francia
Presidente onorario: Claudius-Petit
Presidente: Léon Baréty
Commissario generale: Jean Coural
In Francia vengono presentate questioni culturali di attualità. La sezione per questo motivo è realizzata da architetti e tecnici specializzati nel campo dello spettacolo, delle esposizioni e dei mezzi audio-visivi.
La ricerca perseguita da Pierre Faucheux, Michel Jauserrand, Roger Legrand, Marc Netter, Jean-Marie Serreau e Ionel Schein consiste nel definire i dispositivi tecnici necessari alle differenti attività della vita culturale collettiva.
Sono state prese in esame quattro attività principali: lo spettacolo, l'esposizione, la consultazione e l'incontro. La sezione francese si presenta come un insieme di cellule culturali sperimentali che sono provviste di sedie, vetrine, tavoli, proiettori, ecc., legati fra loro da norme comuni sia sul piano dell'utilizzazione sia su quello tecnico, in modo da realizzare contemporaneamente la diversità, la mobilità e la continuità necessarie al loro funzionamento.
Non sono stati presentati oggetti con il solo scopo di essere osservati, ma soprattutto con i quali è possibile interagire. È stato creato quindi un ambiente con cui le persone potessero realmente venire in contatto.
È presente un programma sul tema del gioco, che permette al visitatore una partecipazione effettiva. Ci sono carte da gioco, carte ritagliate, calligrammi, ombre cinesi, puzzle, rebus e marionette, tutto posto nelle vetrine. Nelle sale di esposizione ci sono degli spazi in cui è possibile consultare dei libri pubblicati in Francia, ascoltare dischi o documentari radiofonici; sono spazi destinati all'incontro, alla conversazione e al riposo. Nell'auditorium vengono eseguite proiezioni di film da cineteca, scientifici o di ricerca, conferenze, recital di poesie, concerti.

#### Allestimento
Sono presenti delle attrezzature prefabbricate poste a soffitto e pavimento secondo un concetto modulare.
I mobili sono fissati sul pavimento in appositi fori ad incastro, mentre a soffitto un traliccio metallico tubolare consente il collocamento delle installazioni previste ed il bloccaggio dei pannelli che partono dal pavimento. La sezione è corredata da riflettori e microfoni.
Nell'auditorium, riservato alle conferenze e alla proiezione di documentari, si entra da una doppia porta in cristallo. Al pavimento sono agganciati 98 sgabelli con sedile in legno. In questa stanza sono infissi riflettori e altoparlanti, e secondo orari fissi sono proiettati film.
I contenitori sono tre e presentano funzioni diverse:
Primo contenitore: saletta per esposizione.
Secondo contenitore: saletta audizione dischi.
Terzo contenitore: sala audizione con cuffia.

### Germania
Commissario: Mie Seeger
Allestimento: prof. arch. Paolo Nestler
Attraverso questo allestimento la Germania cerca di valorizzare il significato del teatro nella vita artistica e sociale dei cittadini, poiché ben trovano nel teatro l'impiego ideale del loro tempo libero. In questo allestimento vengono quindi esposti esempi di architettura moderna e di scenografia teatrale, pubblicità teatrale, arte decorativa e industrial design.

#### Allestimento
L'ambiente si compone di un ponte rialzato ed un soffitto ribassato; sul ponte sono esposti gli oggetti principali, mentre per tutta la lunghezza della sezione sono disposti prismi girevoli che aprono e chiudono la vista verso le due pareti, tappezzate con delle fotografie su tela. Le pareti che determinano lo spazio sono bianche, mentre gli elementi portanti sono neri. All'interno gli oggetti appaiono e scompaiono e il visitatore, preso dall'atmosfera che si viene a creare, diventa parte di questo teatro.

### Gran Bretagna
Commissario: Paul Reilly
Allestimento: Theo Crosby, ARIBA, FSIA
In Gran Bretagna l'aumento del tenore di vita e la diminuzione delle ore lavorative, hanno favorito lo svilupparsi di numerose iniziative aventi come scopo l'utilizzazione del tempo libero. Buona parte della popolazione continua a praticare giardinaggio, fotografia e il gioco del calcio, ma anche il golf e la vela, da questo momento, vengono accolti favorevolmente da un numero sempre maggiore di inglesi. Sono inoltre in pieno sviluppo anche l'educazione degli adulti e le attività artistiche.
L'obbiettivo della sezione britannica alla Tredicesima Triennale è quello di presentare i vari aspetti delle attività ricreative della Gran Bretagna, con particolare riguardo alle arti decorative.
L'allestimento si compone di un corridoio d'ingresso che porta alla mostra merceologica nell'ambiente centrale, in cui troviamo numerosi disegni e produzioni di artigiani inglesi. L'ambiente centrale è stato suddiviso in zona spettacolo e zona per l'esposizione. La pedana che si trova sulla destra, le rispettive poltroncine al di sopra di essa e gli schermi sul retro, sui quali vengono proiettate diapositive a colori riguardanti il tempo libero, sono riservati alla zona spettacolo. Infine sulle pareti del corridoio di uscita sono presenti alcune citazioni che descrivono in modo specifico le associazioni che si occupano del tempo libero della popolazione inglese.

### Jugoslavia
Commissario: arch. Bernardo Bernardi
Allestimento: arch. Vjenceslav Richter
Il tempo libero ha in Jugoslavia un ruolo molto importante nella vita della comunità e si manifesta in attività di ogni tipo, che mostrano le naturali inclinazioni dell'individuo ad adempiere le proprie vocazioni. Lo svolgimento di tali attività post-lavorative è favorito dalla presenza di case di cultura, biblioteche e altre istituzioni ricreative, il cui intento è quello di arricchire ed incrementare gli interessi dell'individuo. I diversi modi di scorrere il tempo libero vengono mostrati attraverso un'esposizione fotografica, disposta lungo assi verticali in legno, all'interno della quale è possibile riconoscere due tipologie di attività: attività di educazione complementare (comprendenti tutte quelle manifestazioni con un fine educativo e culturale) e attività di svago e cultura (riguardanti ad esempio le discipline sportive, come il ballo, e le arti rappresentative, dalla fotografia al cinema).

#### Allestimento
Per quanto riguarda l'aspetto più tecnico dell'allestimento la Jugoslavia fa un ampio utilizzo del legno di pino, che diventa una costante nel pavimento, il soffitto e i montanti. La disposizione delle assi di legno caratterizza ciascuno dei tre elementi in vista della loro funzione. Il pavimento, ad esempio, è caratterizzato da due texture differenti che permettono di differenziare il piano non calpestabile dal percorso di passaggio. I montanti, raccolti a gruppi, diventano un supporto per l'esposizione di fotografie. Infine il soffitto presenta assi di legno disposte perpendicolarmente tra loro.
il ritmo che scandisce l'architettura dello spazio è ritrovabile anche nell'aspetto sonoro.

### Messico
Commissario: arch. Alejandro Prieto Posada
La capacità di azione dell'Istituto Messicano del Seguro Social, che costantemente estende e migliora i suoi servizi, è in funzione diretta della crescente produttività del paese. L'istituzione è sostenuta dagli operai, dai datori di lavoro e dallo Stato e protegge il lavoratore contro i rischi di malattia, invalidità, vecchiaia e lo assicura sulla vita. La protezione che l'operaio riceve fa aumentare la sua produttività, contribuisce alla organizzazione del suo tempo libero e al suo maggiore benessere. L'Istituto Messicano del Seguro Social è l'unico nel mondo che si occupa anche di organizzare il tempo libero allo scopo di attuare la preparazione fisica, tecnica e culturale del lavoratore e della sua famiglia.
- Elevazione del livello di vita familiare. La popolazione femminile riceve insegnamenti per uno sfruttamento più razionale dei propri mezzi economici, che favoriscono l'elevazione del livello di vita e mettono a disposizione maggior tempo libero
- Preparazione culturale. Perché la vita sia dignitosa è necessario che ci sia la possibilità di coltivare l'intelligenza e sviluppare la cultura. Le attrezzature che il Seguro Social mette a disposizione del lavoratore sono molte e varie, e contribuiscono a migliorare la cultura in modo efficace
- Preparazione tecnica. Il tempo libero non deve essere tempo ozioso. I servizi sociali offrono il modo di trarne profitto. Nelle officine di addestramento un manovale può diventare presto un operaio qualificato.
- Preparazione fisica. Il Seguro Social mette a disposizione dei lavoratori e delle loro famiglie una gran varietà di attrezzature sportive, così che l'incremento delle capacità fisiche viene raggiunto attraverso l'uso spontaneo e gioioso del tempo libero. Ogni centro possiede, tra le altre, le attrezzature per le seguenti attività: corsa, calcio, soft-ball, pallacanestro, pelota con racchetta e pelota a mano, nuoto, palestre.

### Paesi Bassi
La partecipazione dei Paesi Bassi alla XIII triennale ha lo scopo di esporre oggetti tipici e caratteristici del Paese presentati in un ambiente che rispecchia i caratteri delle città e del paesaggio olandese.
Gli oggetti esposti sono stati scelti tenendo presente il tema generale della Triennale, interpretato come ricreazione in senso ampio. L'ambiente che accoglie la collezione è perciò ispirato alla libertà spensierata che è il nostro modo di intendere il “tempo libero”. Nella mostra vengono presentati i risultati delle conquiste delle nuove terre strappate alle acque (i “polders” cioè i territori situati sotto il livello del mare), delle difese contro l'impeto del mare (le dighe e i grandi lavori del delta del Reno) e di quelle contro le violenze dei grandi fiumi. Il prosciugamento e la bonifica dello ZuiderZee, intrapreso per ottenere terreno addizionale fertile per uso agricolo, ha richiesto la formazione di ampi laghi marginali tra terra vecchia e terra nuova, studiati ed eseguiti, oltre che in funzione della tecnica, anche per l'uso ricreativo delle popolazioni, esempio del modo con il quale i Paesi Bassi creano non solo il proprio terreno, ma anche il proprio paesaggio. Tipico è l'uso predominante del mattone adoperato, oltre che per gli edifici, anche per le strade, che determina l'ambiente, il colore e l'atmosfera delle città e dei villaggi.

#### Allestimento
Nell'allestimento della sezione è stato utilizzato il tipico mattone olandese per i pavimenti e le quinte verticali, che delimitano l'ambiente e determinano gli spazi espositivi ai lati ed al centro. Per l'illuminazione sono state adoperate le lampade della HiemstraEvolux N.V, Amsterdam.

#### Esposizione
Cesto rosso-bianco-blu (all'ingresso della sezione) di J.H. Kemperman& Zn.
All'ingresso sulla destra la scritta:
“OLANDA paese dagli sconfinati orizzonti, dal cielo immenso, dalle nuvole candide e torreggianti, dalle acque presenti ovunque, OLANDA paese creato dall'uomo a immagine del suo spirito cartesiano, immenso paesaggio umano; OLANDA, paese dalle pietre create dall'uomo, strade case monumenti città, fondale rosseggiante della nostra vita; OLANDA, paese di gente marinara, di agricoltori, di commercianti, ma anche paese di Rembrandt, Vermeer, Van Gogh, Mondrian”.
Sulla quinta successiva:
“ACQUE, fiumi, laghi, acquitrini, mare, trasformiamo in nuove terre, nuovi laghi, nuove sponde, il mare conquistato diventa altre terre, altri laghi, altre sponde, il paesaggio olandese, il suo sistema idrico, ideati dall'uomo, corretti dall'uomo, sono la base della ricreazione: nuoto, vela, canottaggio, vela sul ghiaccio, pattini”.
Fotografia di paesaggio lacustre.

### Stati Uniti d'America
Presidente: Edgar Kaufmann
Commissario e direttore dell'allestimento: Jack Lenor Larsen
Spinto dall'interesse di alcuni cittadini si costituisce il comitato americano di partecipazione alla triennale e una commissione, dopo essersi consultata, sceglie 75 oggetti tra i 5000 candidati di design da esporre.
Edgar Kaufmann jr. a proposito di questi oggetti dice: "La tecnologia più il tempo per cercare schiude nuove fonti di abbondanza. Le ricche testimonianze del passato più il tempo per poter cercare sono fonte di ispirazione. Queste possibilità sono esplorate dai designer americani negli esempi qui presenti per dimostrare come il tempo libero favorisca lo svago, che può diventare creativo e offrire nuove possibilità al design americano e alla vita americana". Quasi tutti gli oggetti esposti sono esempi di creazioni volontarie, nate nei momenti liberi, grazie a un continuo riferimento al passato, che non fa di essi un'imitazione, ma il frutto di un'ispirazione. La sezione americana mostra un denominatore comune tra produzione in serie e unicità del prodotto.

#### Allestimento
Lo spazio è descritto da tele di nylon bianco elastico in tensione.
Alcuni degli oggetti esposti sono: una composizione in tessuto; un leggio in quercia e bois de rose; una coperta per bambini in nylon e mohair.

### Svizzera

Pianta in scala 1:100 dell'allestimento della Svizzera della XIII Triennale

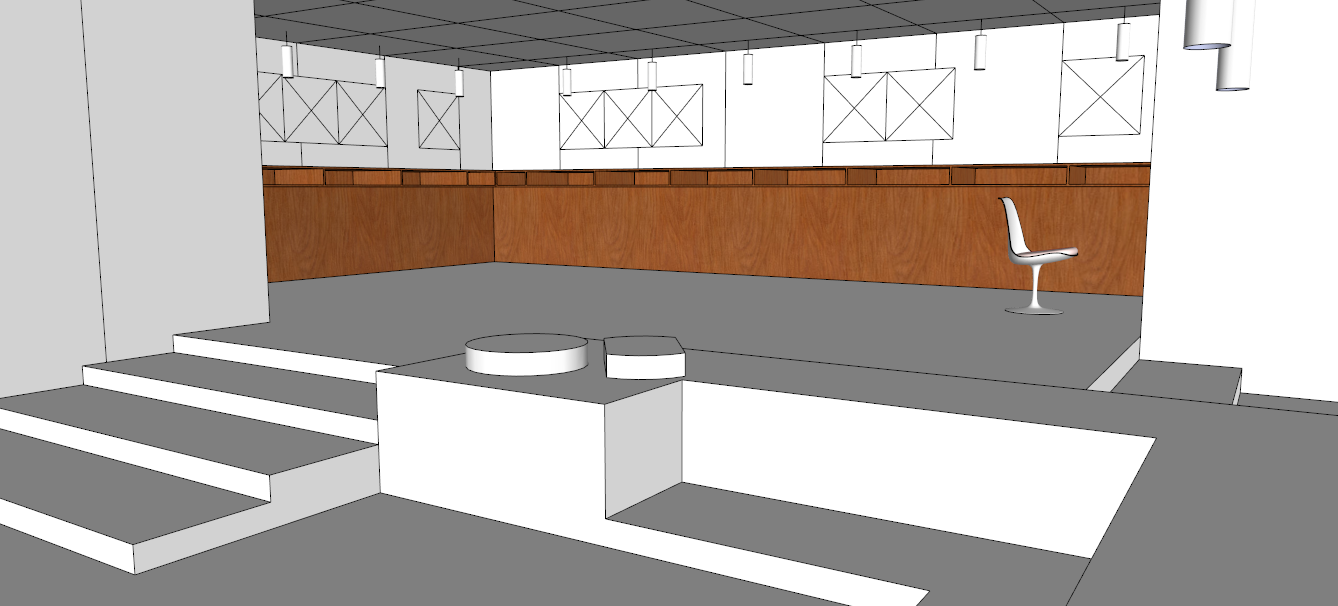
Vista frontale dell'allestimento della Svizzera

L'allestimento della Svizzera si compone di due ambienti comunicanti, situati a quote diverse e con differenti altezze.
La sezione è stata allestita in modo tale da rendere le due parti dell'allestimento un ambiente unico ed uniforme: le pareti e il soffitto sono bianchi, ed un grande tappeto grigio riveste i due vani.
- Vano per la documentazione: ospita una pubblicazione in lingua francese, tedesca, italiana e inglese, relativa al significato primo del tempo libero, un tema trattato in maniera critica e approfondita. Quest'area, destinata alla documentazione del visitatore, presenta un tavolo a mensola in legno, nel quale è raccolto tutto il materiale riguardante le attività e le tradizioni degli enti e delle organizzazioni che si occupano dell'impiego del tempo libero. In particolare vengono mostrati, attraverso progetti, fotografie, modelli e testi, i centri ricreativi realizzati nella città di Zurigo e della Pro Juventute.
- Vano per la distensione: in quest'area viene lasciato spazio alle riflessioni e l'interesse del visitatore, chiamato a ritrovare il valore della sosta e del raccoglimento. Egli può comodamente consultare il materiale esposto nel vano precedente sulle sedute disposte lungo la stanza. Parte dell'arredamento sono tre sculture e un quadro a parete, opera dell'architetto Hans Fischli, coordinatore e commissario dell'allestimento in questione.[15]

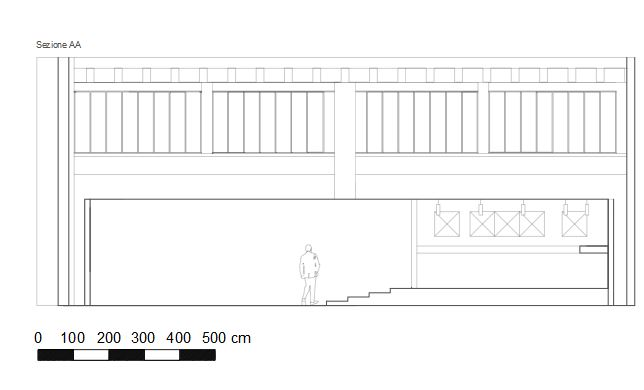
sezione in scala 1:100 dell'allestimento della Svizzera della XIII Triennale
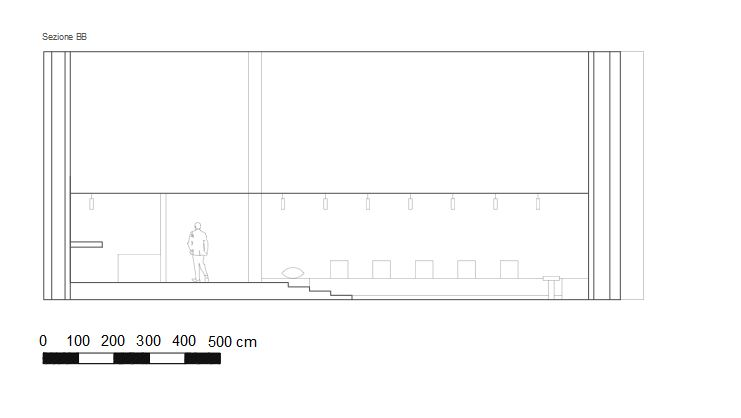
sezione in scala 1:100 dell'allestimento della Svizzera della XIII Triennale
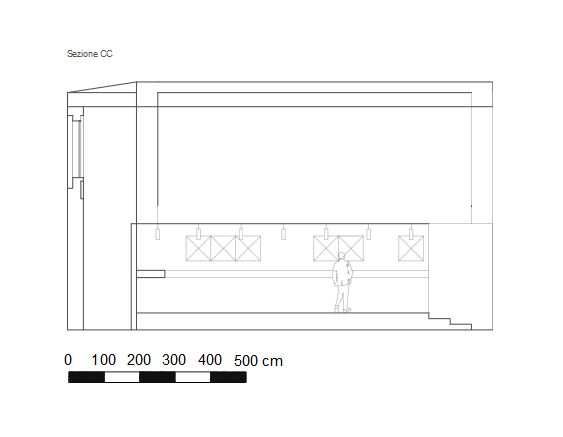
sezione in scala 1:100 dell'allestimento della Svizzera della XIII Triennale

### Esposizioni merceologiche
Le esposizioni merceologiche consistono in una raccolta di tutti gli oggetti, i mezzi e le attrezzature utilizzati nelle varie sezioni.

### Scala di collegamento
Progettazione: arch.tti Carlo Bassi e Goffredo Boschetti

## Le produzioni
Ordinamento: arch. Renzo Frateili, pittore Pasquale Morino, arch. Umberto Riva, pittore Roberto Sambonet
Allestimento: pittore Roberto Sambonet (sala quadrata), archi. Umberto Riva con la collaborazione di Domenico Morino (spazio rettangolare)
La commissione ha esaminato le produzioni delle arti decorative e industriali secondo un'analisi critica, ma tenendo anche in considerazione le ispirazioni suggerite dal tema della Tredicesima Triennale.

### Allestimento
Lo spazio è allestito in modo tale da esaltare gli oggetti, diminuendo la visibilità dell'allestimento. La sala quadrata è caratterizzata dalla penombra, vengono messi in luce, mediante dei proiettori regolabili, nove dischi a quote diverse che fungono da piani di esposizione per gli oggetti, secondo uno schema che suggerisce al visitatore il percorso da seguire.
1° ripiano
Tappeto:
disegno di Pasquale Morino.
Scaletta in legno:
disegno di Franco Albini e Franca Helg.
Mobiletto:
disegno di Cini Boeri.
Lampada:
disegno di Achille e Piergiacomo Castiglioni.
2° ripiano
Bicicletta "Bottecchia": disegno di Teodoro Carnielli. Lampada: disegno di Umberto Riva. Tre lampade, bastone, bussola, due piccoli fanali con lampadina: disegno di Cantieri Baglietto. Macinacaffè, frullatore, spazzola elettrica: disegno di De Gotzen. Fanale con presa e maniglia, sei interruttori, tre pulsanti, tre scatti: disegno di Caliari.
3° ripiano
Ventiquattro seggioline in plastica bianche: disegno di Marco Zanuso e collaboratore Richard Sapper.
4° ripiano
Sedici vetri: disegno di Fulvio Bianconi. Tre vasi in vetro: disegno di Barovier e Toso. Quattro vetri: disegno di Erwin e Willi Burger.
5° ripiano
Spillatore di birra: disegno di Achille e Piergiacomo Castiglioni. Televisore portatile: disegno di Marco Zanuso e collaboratore Richard Sapper. Dieci padelle in metallo di varie dimensioni: disegno di Roberto Sambonet. Bottiglia e boccale: disegno di Massimo Vignelli. Portafiori in vetro bianco, porta-salsa in vetro bianco, portafiori in vetro: disegno di Sergio Asti. Apparecchiatura per filodiffusione: disegno di Marco Zanuso e collaboratore Richard Sapper.
6° ripiano
Motocicletta: disegno di Gilera. Undici penne stilografiche: disegno di F. Bettonica. Televisore: disegno di Achille e Piergiacomo Castiglioni. Lampada da tavolo convettore acrilico (tipo 281) per lampadina fluorescente: disegno di J. C. Colombo & G. Colombo.
7° ripiano
Due smalti su rame: di Paolo De Poli. Due vasi cilindrici: di Marcello Fantoni. Tre bottiglie e un'anfora in grès: di Guido Gambone. Due forme rotonde in grès: di Carlo Zauli. Formella e vaso in grès: di Salvatore Meli. Ciotola: di Renato Bassoli. Due piatti: di Giuseppe Picone. Tre vasi decorati: di Emilio Scanavino.
8° ripiano
Tre ceramiche: disegno di Ettore Sottsass. Tre ciotole: disegno di Pompeo Pianezzola. Portafiori: disegno di Gabriele Cairoli. Una zuppiera, una ciotola con coperchio, quattro bicchieri, una tazzina con piatto, un piatto, due recipienti: disegno del Laboratorio Pesaro. Due oggetti in marmo: disegno di Gianfranco Frattini.
9° ripiano
Valigia: disegno di Elena e Roberto Tocchi. Lampada a riflettore gigante: disegno di Achille e Piergiacomo Castiglioni. Tre piatti e tre bicchieri in argento: disegno e di Lino Sabbatini. Televisore: disegno di Franco Albini e Franca Helg. Sveglia e contaminuti da cucina: disegno e di Borletti. Lampada a stelo: disegno di Achille e Piergiacomo Castiglioni. All'uscita Orologio elettrico: disegno di Richard Sapper.

## Momenti di tempo libero
Ordinamento: Giorgio Fattori, arch. Fulvio Raboni
Allestimento: arch. Fulvio Raboni, arch. Raffaella Crespi

## Parco e mostre temporanee
Nel parco sono presenti molti esempi, di carattere internazionale, di strutture e costruzioni pensate e destinate ad attività di tempo libero.
Le mostre temporanee sono invece allestimenti a rotazione che non sempre trattano specificamente del tema principale, ma che si mostrano, ad ogni modo, di grande attualità ed utili ai fini stessi della Triennale.
produzione: Ettore Moretti, Milano.